# Event Store
Ein Event Store ist eine Software, welche Persistenz für Events, etwa im Rahmen von Event Sourcing bereitstellt.

## Implementierungen
- Kurrent (früher Event Store). In: GitHub. Abgerufen am 21. März 2025 (englisch, Event Store-Implementierungen für JavaScript, die JVM und .NET).
- NEventStore. In: GitHub. Abgerufen am 13. Juli 2014 (englisch, Event Store-Implementierung für .NET, welches in verschiedene Datenbanksysteme schreiben kann).
- Axon Server. In: GitHub. Abgerufen am 7. August 2019 (englisch, Event Store-Implementierung für die JVM, welche in Events in  seine eigene Datenbank schreibt).
- akka-persistence. Abgerufen am 21. März 2025 (Persistenzlösung für Aktoren, welche auch einen Event Store beinhaltet. Es gibt verschiedene Implementation wie beispielsweise für JDBC).
- pekko-persistence. Abgerufen am 21. März 2025 (Persistenzlösung für Aktoren, welche auch einen Event Store beinhaltet. Es gibt verschiedene Implementation wie beispielsweise für JDBC).
- Occurrent. Abgerufen am 21. März 2025 (Eine Library die auch einen Event Store beinhaltet).
- EventSourcingDB. Abgerufen am 6. Mai 2025 (englisch, Event-Store mit Client SDKs für verschiedene Sprachen).